# Torneig d'escacs de Nova York de 1924
El Torneig internacional de Nova York 1924 fou un torneig d'escacs, considerat per moltes fonts com l'esdeveniment escaquístic més fort celebrat mai als Estats Units.
Hi participaren el Campió del món regnant, José Raúl Capablanca, el seu predecessor Emanuel Lasker, el futur campió del món Aleksandr Alekhin, el campió estatunidenc Frank Marshall, i set altres jugadors d'entre els més forts del moment.

## Format i història
El torneig, que es jugava en format lliga de tots contra tots a doble volta, es disputà entre el 6 de març i el 18 d'abril als locals de l'Alamac Hotel de Nova York.
Hi havia molta expectació pel resultat de la contesa entre el nou campió Capablanca i l'excampió Lasker, que es trobaven per primer cop després del matx de L'Havana de 1921. La victòria de Lasker confirmà l'opinió, força generalitzada, especialment a Europa, que Lasker era encara més fort que Capablanca en el joc del torneig, a despit de la derrota al campionat del món.
En aquest torneig, Capablanca hi va patir la primera derrota (després de vuit anys invicte), a mans de Richard Réti, però va tenir la satisfacció d'infligir l'única derrota de Lasker al torneig. Réti també va guanyar el 1r premi de bellesa per la seva partida contra Iefim Bogoliúbov.
El campió, Lasker, va guanyar 1.500 dòlars pel primer lloc i una compensació addicional per les despeses i dificultats del seu viatge. Capablanca va guanyar 1.000 dòlars en premis i una compensació addicional també.

## Taula del torneig
| #  | Jugador              | País           | 1  | 2  | 3  | 4  | 5  | 6  | 7  | 8  | 9  | 10 | 11 | Total |
| 1  | Emanuel Lasker       | Alemanya       |    | ½0 | 1½ | ½1 | 11 | 11 | 11 | ½1 | ½1 | ½1 | 11 | 16    |
| 2  | José Raúl Capablanca | Cuba           | ½1 |    | ½½ | ½½ | 01 | ½1 | 11 | 11 | 1½ | ½1 | ½1 | 14.5  |
| 3  | Aleksandr Alekhin    | França         | 0½ | ½½ |    | ½½ | 10 | 1½ | ½½ | ½½ | 11 | ½½ | 11 | 12    |
| 4  | Frank James Marshall | Estats Units   | ½0 | ½½ | ½½ |    | ½1 | 0½ | 01 | ½0 | ½1 | 1½ | 11 | 11    |
| 5  | Richard Réti         | Txecoslovàquia | 00 | 10 | 01 | ½0 |    | ½½ | 01 | 11 | 10 | 10 | 11 | 10.5  |
| 6  | Géza Maróczy         | Hongria        | 00 | ½0 | 0½ | 1½ | ½½ |    | 01 | ½½ | 11 | ½1 | 10 | 10    |
| 7  | Iefim Bogoliúbov     | Unió Soviètica | 00 | 00 | ½½ | 10 | 10 | 10 |    | 01 | 11 | ½1 | 01 | 9.5   |
| 8  | Savielly Tartakower  | Polònia        | ½0 | 00 | ½½ | ½1 | 00 | ½½ | 10 |    | 10 | ½0 | ½1 | 8     |
| 9  | Frederick Yates      | Anglaterra     | ½0 | 0½ | 00 | ½0 | 01 | 00 | 00 | 01 |    | 11 | ½1 | 7     |
| 10 | Edward Lasker        | Estats Units   | ½0 | ½0 | ½½ | 0½ | 01 | ½0 | ½0 | ½1 | 00 |    | 0½ | 6.5   |
| 11 | Dawid Janowski       | França         | 00 | ½0 | 00 | 00 | 00 | 01 | 10 | ½0 | ½0 | 1½ |    | 5     |

## Rècord mundial de simultànies a la cega

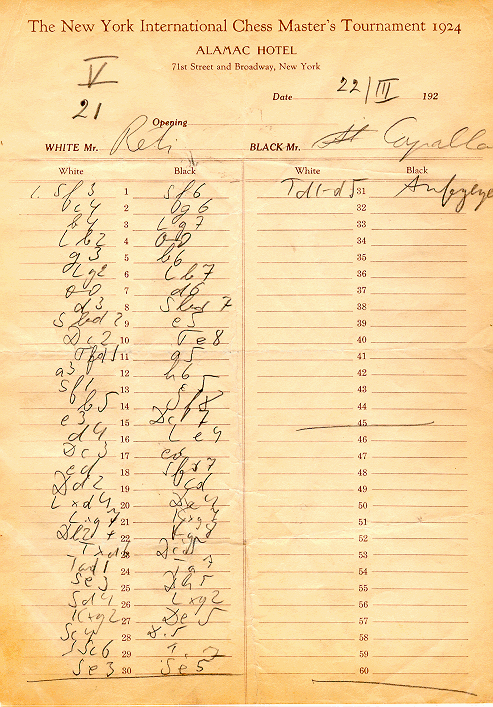
Planella de la partida Réti-Capablanca

El 27 d'abril Alekhin va intentar batre el rècord de simultànies simultànies a la cega, que tenia fins llavors l'hongarès Gyula Breyer amb 25 partides (Kaschau 1921). A tal efecte, als locals de l'Alamac Hotel va jugar contra vint-i-sis rivals, molts dels quals tenien nivell de mestre.
L'actuació va ser dirigida per Geza Maróczy, qui també va fer d'anunciador de moviments al costat de Norbert Lederer. L'exhibició va començar a les dues de la tarda i va acabar, després de 12 hores, a les dues de la matinada.
El resultat final fou de (+16 – 5 = 5). Alekhin va perdre amb Isaac Kashdan, Albert Pinkus (un dels més forts jugadors locals a Nova York), Mark Peckar, Joseph Saltzmann i M.B. Downs; entaulà amb J.C. Meyers, Erling Tholfsen, J.H. Friedman, Lloyd Garrison i Max Kleiman; guanyà a Hermann Steiner (un dels més forts jugadors estatunidencs), Milton Pinkus, S. Hecht, Alfred Berman, Meyer Schleifer, A.H. Pearlman, M. Monsky, E. Nebolsine, C.O. Terwilliger, A.B. Yurka, A. Friemann, K. Friedberg, Dr. Augustus Kahn, Louis Millstein, M. Yaeger i Norman Light. Amb aquesta exhibició, Alekhin va passar a ostentar a partir d'aquell moment la condició de recòrdman mundial de simultànies a la cega.